# 白聖基
白聖基（1949年3月30日—），韓國科學家，曾任浦項工科大學校長。

## 生平
出生於京畿道水原市，畢業於京畿高等學校、首爾大學冶金工程系，1974年至1976年於韩国科学技术研究院擔任研究員，1981年取得康乃爾大學材料工程學博士。1983年至1986年於橡樹嶺國家實驗室進行研究。
擔任浦項工科大學校長期間，致力提升學校的水平，包括投資500億韓元招聘10名獲得諾貝爾奬和菲爾茲奬的世界級學者，並且把大學行政通用語言改為英語。